# Paranthropus boisei
Paranthropus boisei ist eine Art der ausgestorbenen Gattung Paranthropus aus der Entwicklungslinie der Hominini, die vor rund zwei Millionen Jahren in Ostafrika vorkam. Aufgrund der sehr großen Backenzähne und der ebenfalls sehr großen Knochenleisten am Schädel, an denen zu Lebzeiten kräftige Kaumuskeln ansetzten, wird die Art umgangssprachlich – aber irreführend – auch als „Nussknacker-Mensch“ bezeichnet. Die Entdeckerin der ersten Funde von Paranthropus boisei, Mary Leakey, benannte die Art zunächst Zinjanthropus boisei.
Die Abgrenzung der Gattung Paranthropus von Australopithecus ist umstritten. Die Fossilien werden daher von einigen Forschern auch als Australopithecus boisei bezeichnet. Die Arten der Gattung Paranthropus werden in der Familie der Menschenaffen zur Gruppe der Australopithecina gerechnet und stellen vermutlich eine evolutionäre Seitenlinie zur Gattung Homo dar.

## Namensgebung
Die Bezeichnung der Gattung Paranthropus leitet sich von altgriechisch ἄνθρωπος anthropos, deutsch ‚Mensch‘  und para (‚neben‘, ‚abweichend von‘) ab. Das Epitheton boisei verweist auf Charles Watson Boise (1884–1964), einen Bergbauingenieur und Diamanthändler, der die Ausgrabungen Leakeys seit 1948 finanziell unterstützt hatte. Paranthropus boisei bedeutet somit „Boisescher Nebenmensch“, im Sinne von „im Stammbaum neben der Gattung des Menschen angeordnet“.
„Zinjanthropus“ war abgeleitet worden von ‚Zinj‘, der alten lokalen Bezeichnung für Ostafrika (vergl. dazu Zandsch).

## Erstbeschreibung
Holotypus von Paranthropus boisei ist ein als OH 5 (Olduvai Hominid 5) bekannt gewordener, nahezu vollständig erhaltener Schädel mit vollständiger Bezahnung des Oberkiefers. Diese Fossilien wurden am 17. Juli 1959 an einer als FLK I bezeichneten Stelle in der Olduvai-Schlucht von Mary Leakey, der Frau von Louis Leakey, entdeckt. Bereits am 15. August 1959 erschien in der Fachzeitschrift Nature die Erstbeschreibung der anhand des Fundes eingeführten Art Zinjanthropus boisei.
Der Schädel OH 5 (auch „Zinji“ genannt) wurde in der Erstbeschreibung als männlich und als so jung ausgewiesen, dass die hinteren Backenzähne – die Molaren M3 – noch keine Abriebspuren aufwiesen. Auch wurde erwähnt, dass OH 5 Paranthropus ähnele; jedoch wurden aus seiner Rekonstruktion rund 20 von Paranthropus abweichende Merkmale hergeleitet, die eine Zuordnung zu einer neuen Art zu rechtfertigen schienen.
Eine ausführlichere Beschreibung des Holotypus erfolgte erst 1967 durch Phillip Tobias.
OH 5 war der erste nahezu komplett erhaltene Schädel eines erwachsenen Individuums aus dem Formenkreis der Australopithecina, der in Ostafrika geborgen wurde. Seine Entdeckung führte zu einer erheblichen Steigerung der Finanzierung von Forschungsprojekten in dieser Region und insbesondere der finanziellen Förderung von Louis und Mary Leakey in der Olduvai-Schlucht. Eine direkte Folge hiervon war im Herbst 1960 der Fund des Fossils OH 7, eines vollständig erhaltenen, bezahnten Unterkiefers, der 1964 – nach weiteren Funden – zum Holotypus der neu eingeführten Art Homo habilis bestimmt wurde. Die Entdeckungen der Leakeys hatten ferner zur Folge, dass andere Forscher ab den 1960er-Jahren Fundorte wie beispielsweise Omo, Koobi Fora, Hadar und Laetoli zu erkunden begannen.

## Datierung
Paranthropus boisei werden per radiometrischer Datierung oder per paläomagnetischer Analysen Fossilien aus mehreren Fundstätten und mit jeweils unterschiedlichem Alter zugeschrieben. Für Funde aus Koobi Fora (Kenia) wurde ein Alter von 1,9 bis 1,49 Millionen Jahre ermittelt; Funde aus Konso (Äthiopien) sind mit 1,43 bis 1,41 Mio. Jahren noch etwas jünger. Deutlich älter sind Funde aus der Shungura-Formation in Äthiopien, sie gelten als 2,3 bis 2,1 Mio. Jahren alt. Für den Schädel KNM-WT 17400 vom Westufer des Turkana-Sees wurde ein Alter von 1,77 Mio. Jahren ermittelt; Das Alter des Holotypus, OH 5, wird heute mit 1,845 bis 1,839 Millionen Jahren angegeben.

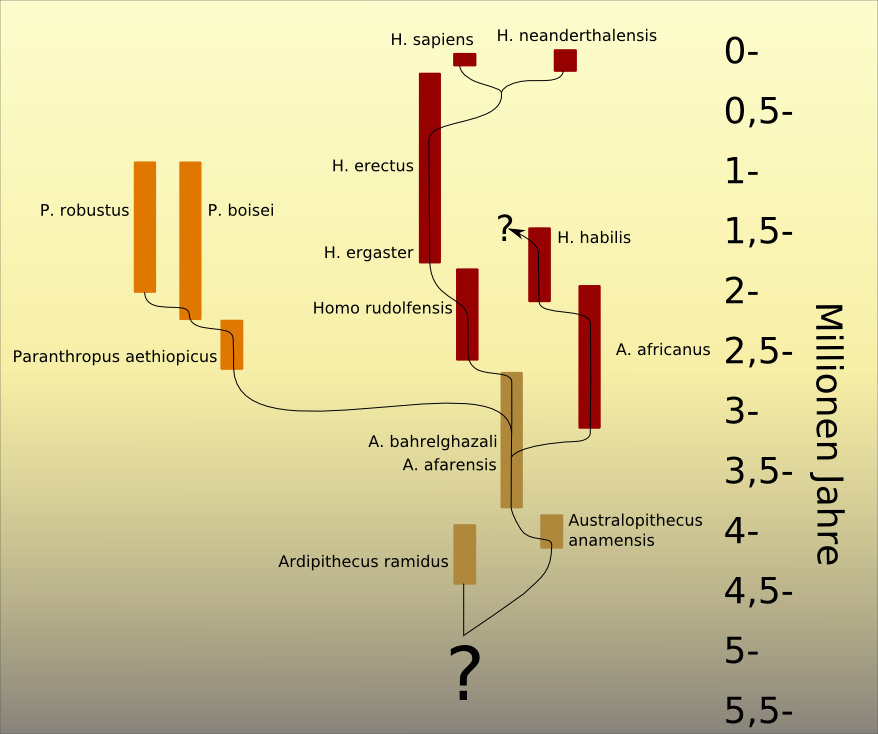
Hypothese zur Evolution der Australopithecinen, wie sie aufgrund der gegenwärtigen Fundlage beispielsweise von Friedemann Schrenk vertreten wird.

Diesen Datierungen zufolge lebte Paranthropus boisei zur gleichen Zeit wie Homo erectus. In einer 2024 von Grabungsleiterin Louise Leakey publizierten Studie wurde dies belegt durch rund 1,5 Millionen Jahre alte, zur gleichen Zeit in Koobi Fora entstandene  Fußspuren beider Arten.

## Merkmale
Von Paranthropus boisei sind relativ viele Fossilien überliefert, darunter mehrere Schädel, diverse gut erhaltene Schädeldecken, Unterkiefer und Zähne. Die Fundstücke sind unterschiedlich groß, was die Annahme begründet, dass die Art einen ausgeprägten Sexualdimorphismus aufwies. Für die Größe des Gehirns wurde nach Vermessung von sechs Schädeln 475 bis 545 cm³ errechnet, was ungefähr 100 cm³ größer ist als das Hirnvolumen eines heutigen Schimpansen.
Paranthropus boisei wurde ein Gewicht von 40 bis 80 kg und eine Körpergröße von 1,20 bis 1,40 m zugeschrieben; allerdings ist unsicher, ob die hierfür herangezogenen Knochenfunde aus dem Bereich unterhalb des Kopfes tatsächlich zu Paranthropus boisei gehören (sie stammen aus gleich alten Fundschichten) oder zu Homo habilis. Als gesichert gilt bislang einzig die Zuordnung der postcranialen Funde OH 80 und KNM-ER 1500 zu Paranthropus boisei. Paranthropus boisei ähnelt dem durch Funde in Südafrika belegten Paranthropus robustus, aber die Breite des Gesichts, die meisten Ansätze für Hals- und Kaumuskeln sowie die Backenzähne sind stärker ausgebildet. Paranthropus boisei besaß die größten Backenzähne sowie die höchste Beißkraft aller Hominiden und wird daher – wie man inzwischen weiß: irreführend – auch „Nussknacker-Mensch“ genannt; seine Schneidezähne und Eckzähne waren jedoch vergleichsweise klein. Mit seiner kräftigen Kaumuskulatur, die an massiven Kieferknochen und an einem oben, in der Mitte des Hirnschädels befindlichen, auffällig emporragenden Knochenkamm ansetzte, konnte er große Mengen harter Pflanzennahrung, beispielsweise trockene Gräser, zerkleinern.
Das einzige der Art zugeschriebene Schulterblatt ist rund 1,52 Millionen Jahre alt und weist Anklänge auf an eine – frühere – suspensorische Lokomotion („Schwinghangeln“).
Wegen des starken Gebisses zählt er – mit Paranthropus robustus und Paranthropus aethiopicus – zu den „robusten“ Australopithecinen. Einige Experten betrachten Paranthropus boisei und Paranthropus robustus als regionale Varianten der gleichen Art: Die Funde von Paranthropus boisei stammen aus Gebieten nördlich der tropischen Regenwälder, die Funde von Paranthropus robustus aus Gebieten südlich davon. Nach aktuellem Forschungsstand gelten Paranthropus boisei und Paranthropus robustus als die letzten „robusten“ Vertreter der Australopithecinen und starben aus, ohne weitere Nachfolgearten zu hinterlassen.
Jüngster bislang zu Paranthropus boisei gestellter Fund (und damit zugleich jüngster Beleg für die Gattung Paranthropus) ist ein 1,4 Millionen Jahre alter Schädel aus der Fundstätte Konso in Äthiopien.

## Ernährung
Eine 2011 publizierte Untersuchung kommt zum Ergebnis, dass Paranthropus boisei aus Ostafrika mit etwa 77 ±7 % mehr C4-Pflanzen in seinem Stoffwechsel umgesetzt hat als alle bisher untersuchten Homininen und demzufolge auf Steppen-Gräser spezialisiert war. Eine ähnliche Spezialisierung auf Gräser und Grassamen weisen unter den Primaten nur einige Pavianarten auf, die ein ähnliches Gebiss besitzen. Eine Untersuchung an einjährigen Steppenpavianen (Papio cynocephalus), die sich vorzugsweise von knollenförmigen Ausläufern (Stolonen) der Erdmandel (Cyperus esculentus) ernähren, und weil sie noch in der Wachstumsphase sind, ein höheres Nahrungsangebot als ausgewachsene Steppenpaviane benötigen, ergab, dass sich Paranthropus boisei möglicherweise ähnlich ernährt haben könnte; 80 % seines täglichen Energiebedarfs von 2500 kcal hätte er – so eine Schätzung – in drei Stunden sammeln und essen können. Die auffällig großen Zähne sind demnach vermutlich keine Folge einer auf extrem harte Kost spezialisierten Nahrungsaufnahme.
Zu Paranthropus boisei gestellte fossile Zähne aus weiter südlich gelegenen Fundstellen am Malawisee ergaben 2018 hingegen, dass Paranthropus boisei sich dort – wie der gleich alte Homo rudolfensis von nahe gelegenen Fundorten – insgesamt zu 60 bis 70 Prozent von C3-Pflanzen ernährte. „Das waren vermutlich vornehmlich Teile von Bäumen, beispielsweise deren Früchte, Blätter und Knollen. Es wurden beträchtlich weniger Pflanzenbestandteile verzehrt, die heute in offenen afrikanischen Savannen dominieren.“
Warum Paranthropus boisei ausstarb, ist bislang ungeklärt. Es gibt Mutmaßungen, dass die Art in direkte Konkurrenz mit frühen Arten der Gattung Homo geraten sein könnte, die weit weniger auf bestimmte Nahrungsmittel spezialisiert waren und überdies Steinwerkzeuge benutzten; jedoch werden – insbesondere für nordostafrikanischen Populationen – auch Klimaveränderungen als Ursache des Aussterbens in Betracht gezogen.

## Siehe auch

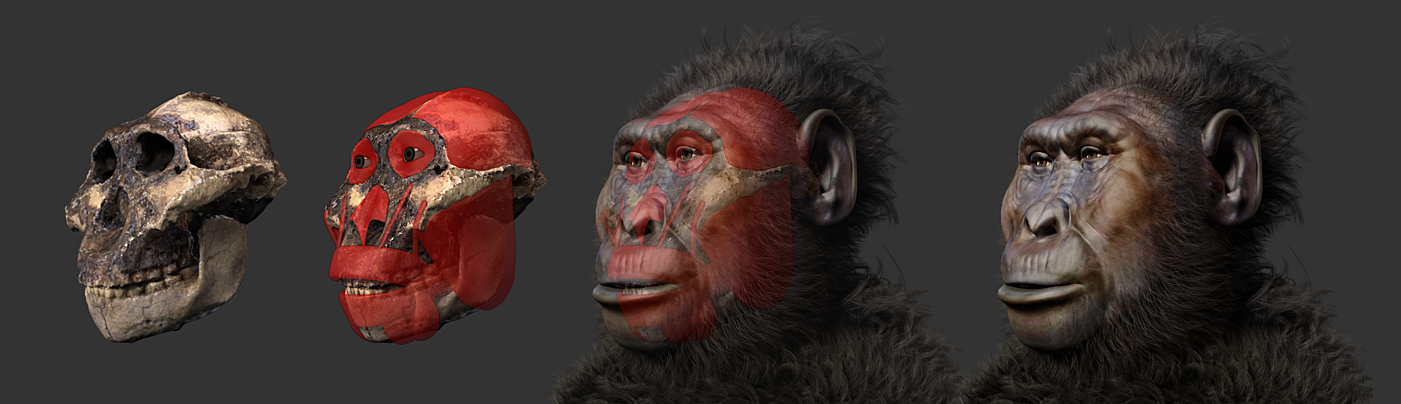
Schrittweise Rekonstruktion des Kopfes von Paranthropus boisei

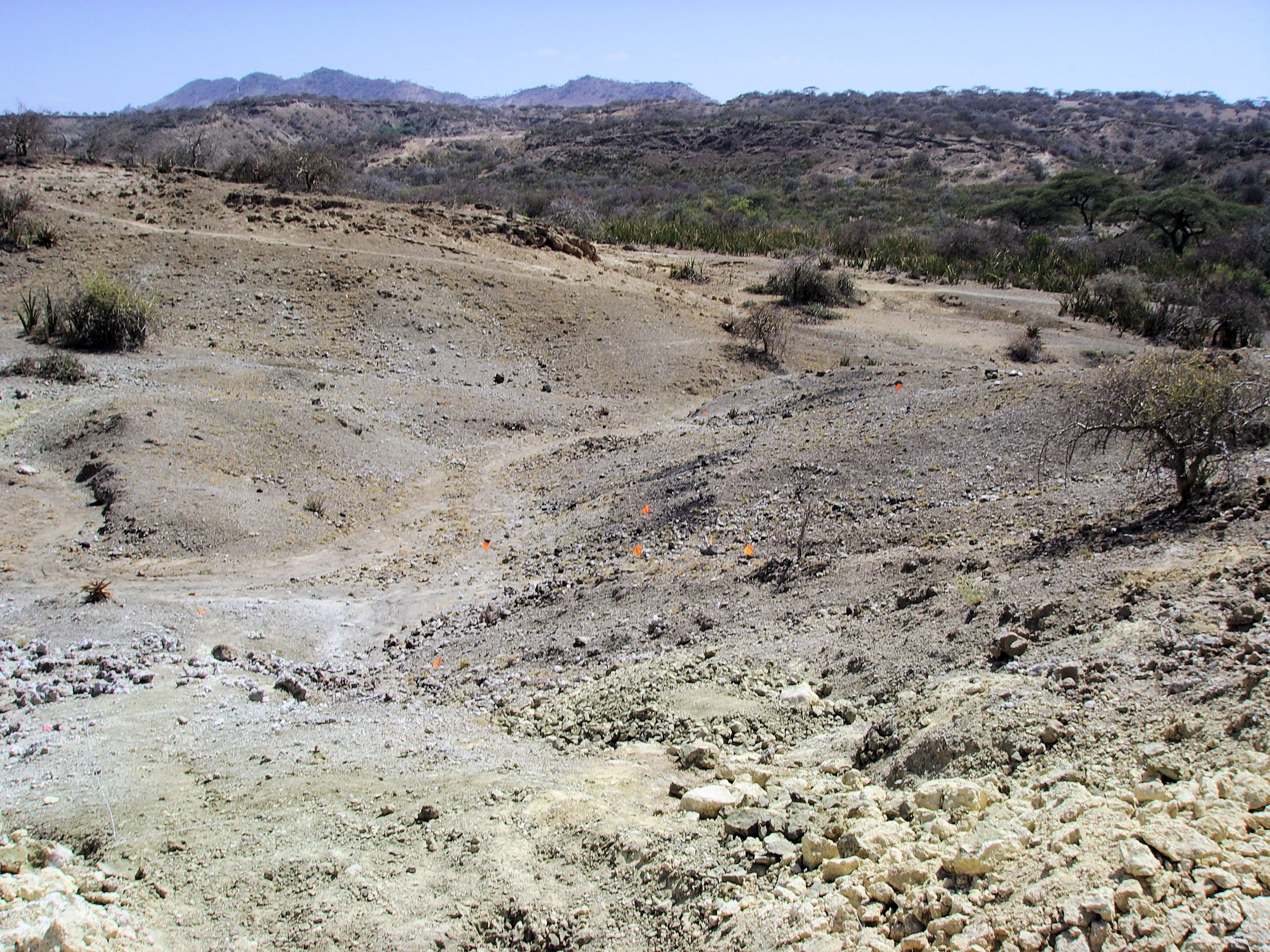
Farbige Fähnchen markieren die Fundorte von homininen Fossilien. In diesem Gebiet wurde auch „Zinji“ entdeckt.

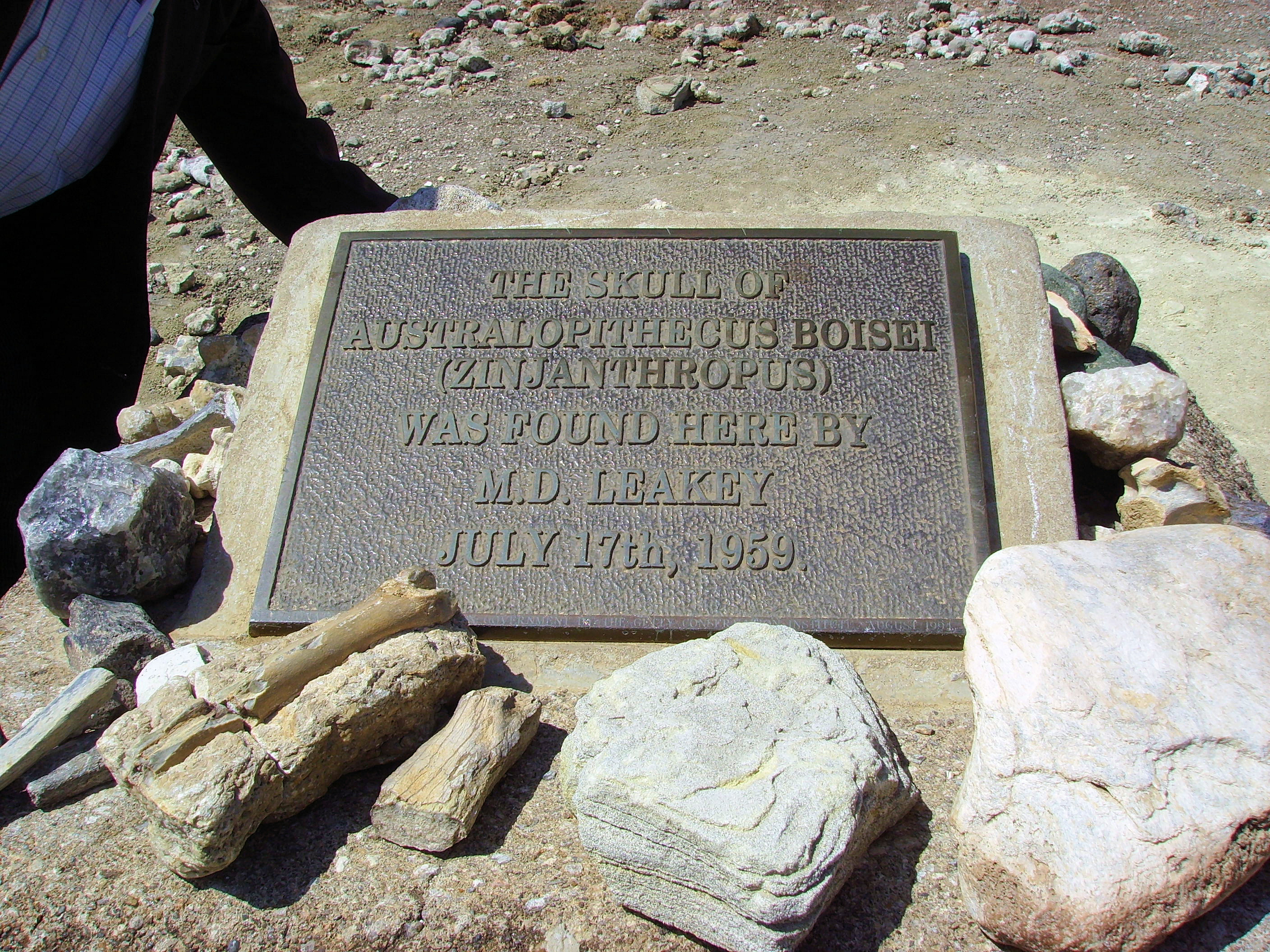
Gedenkplatte am Fundort von OH 5

## Belege
1. 1 2 3  Gary J. Sawyer, Viktor Deak: Der lange Weg zum Menschen. Lebensbilder aus 7 Millionen Jahren Evolution. Spektrum Akademischer Verlag, Heidelberg, 2008, S. 95–96.
2. ↑  Louis Leakey: A new fossil skull from Olduvai. In: Nature, Band 184, Nr. 4685, 1959, S. 491–493, doi:10.1038/184491a0, Volltext (PDF; 413 kB). (Memento vom 29. Oktober 2005 im Internet Archive)
3. ↑  Phillip Tobias: The Cranium and Maxillary Dentition of Australopithecus (Zinjanthropus) boisei. In: Olduvai Gorge, Volume 2. Cambridge University Press, Cambridge 1967.
4. ↑   W. Eric Meikle, Sue Taylor Parker: Naming our Ancestors. An Anthology of Hominid Taxonomy. Waveland Press, Prospect Heights (Illinois) 1994, ISBN 0-88133-799-4, S. 85–86.
5. ↑   Eintrag OH 5 in Bernard Wood (Hrsg.): Wiley-Blackwell Encyclopedia of Human Evolution. 2 Bände. Wiley-Blackwell, Chichester u. a. 2011, ISBN 978-1-4051-5510-6.
6. ↑  Kevin G. Hatala et al.: Footprint evidence for locomotor diversity and shared habitats among early Pleistocene hominins. In: Science. Band 386, Nr. 6725, 2024, S. 1004–1010, doi:10.1126/science.ado5275. 
 Menschenvorfahren schritten Seit' an Seit'. Auf: spektrum.de vom 28. November 2024.
7. 1 2  Bernard Wood, Nicholas Lonergan: The hominin fossil record: taxa, grades and clades. In: Journal of Anatomy. Band 212, Nr. 4, 2008, S. 360, doi:10.1111/j.1469-7580.2008.00871.x, Volltext (PDF; 292 kB). (Memento vom 29. Oktober 2013 im Internet Archive)
8. ↑  The Cambridge Encyclopedia of Human Evolution. Cambridge University Press, 1992, S. 236.
9. ↑  Manuel Domínguez-Rodrigo et al.: First Partial Skeleton of a 1.34-Million-Year-Old Paranthropus boisei from Bed II, Olduvai Gorge, Tanzania. In: PLoS ONE. Band 8, Nr. 12, e80347, doi:10.1371/journal.pone.0080347.
10. ↑  Carol V. Ward et al.: Taxonomic attribution of the KNM-ER 1500 partial skeleton from the Burgi Member of the Koobi Fora Formation, Kenya. In: Journal of Human Evolution. Band 184, 2023, 103426, doi:10.1016/j.jhevol.2023.103426.
11. 1 2  Thure E. Cerling et al.: Diet of Paranthropus boisei in the early Pleistocene of East Africa. In: PNAS. Band 108, Nr. 23, 2011, S. 9337–9341, doi:10.1073/pnas.1104627108.
12. ↑  David J.Green et al.: Scapular anatomy of Paranthropus boisei from Ileret, Kenya. In: Journal of Human Evolution. Band 125, 2018, S. 181–192, doi:10.1016/j.jhevol.2017.06.013.
13. ↑  Gen Suwa, Berhane Asfaw, Yonas Beyene, Tim D. White et al.: The first skull of Australopithecus boisei. In: Nature. Band 389, 1997, S. 489–492, doi:10.1038/39037.
14. ↑  Nussknacker-Mensch knackte doch keine Nüsse. Der Standard, 2. Mai 2011, abgerufen am 3. Mai 2011.
15. ↑  Ancient 'Nutcracker Man' ate more like a cow, it seems. (Memento vom 6. Mai 2011 im Internet Archive). Im Original publiziert auf msnbc.msn.com vom 5. Februar 2011.
16. ↑  Gabriele A. Macho: Baboon Feeding Ecology Informs the Dietary Niche of Paranthropus boisei. In: PLOS ONE. Band 9, Nr. 1: e84942, doi:10.1371/journal.pone.0084942.
17. ↑  Peter S. Ungar, Frederick E. Grine und Mark F. Teaford: Dental Microwear and Diet of the Plio-Pleistocene Hominin Paranthropus boisei. In: PLOS ONE. 3(4): e2044; doi:10.1371/journal.pone.0002044.
18. ↑  Ottmar Kullmer et al.: The first Paranthropus from the Malawi Rift. In: Journal of Human Evolution. Band 37, Nr. 1, 1999, S. 121–127, doi:10.1006/jhev.1999.0308, Volltext.
19. ↑  Tina Lüdecke, Ottmar Kullmer, Ulrike Wacker, Oliver Sandrock, Jens Fiebig, Friedemann Schrenk und Andreas Mulch: Dietary versatility of Early Pleistocene hominins. In: PNAS. Band 115, Nr. 52, 2018, S. 13330–13335, doi:10.1073/pnas.1809439115.
20. ↑  Du bist, was du isst: Frühe Urmenschen ernährten sich äußerst flexibel. Auf: idw-online.de vom 13. Dezember 2018.
21. ↑  Rhonda L. Quinn, Christopher J. Lepre et al.: Pedogenic carbonate stable isotopic evidence for wooded habitat preference of early Pleistocene tool makers in the Turkana Basin. In: Journal of Human Evolution. Band 65, Nr. 1, 2013, S. 65–78, doi:10.1016/j.jhevol.2013.04.002.
 Rhonda L. Quinn und Christopher J. Lepre: Contracting eastern African C4 grasslands during the extinction of Paranthropus boisei. In: Scientific Reports. Band 11, Artikel-Nr. 7164, 2021, doi:10.1038/s41598-021-86642-z.
 David B. Patterson et al.: Did vegetation change drive the extinction of Paranthropus boisei? In: Journal of Human Evolution. Online-Vorabveröffentlichung vom 19. März 2022, 103154, doi:10.1016/j.jhevol.2022.103154.